# 5. Sinfonie (Bruckner)
Die 5. Sinfonie in B-Dur (WAB 105) von Anton Bruckner ist eine Sinfonie in vier Sätzen.

## Entstehung
Anton Bruckner komponierte die 5. Sinfonie in den Jahren 1873 bis 1875. In diesen Jahren arbeitete er alle vier Sätze des Werkes aus, brachte aber „Verbesserungen“ bis in das Jahr 1877 an. In den Jahren 1877 bis 1879 unterzog der Komponist die Sinfonien 2, 4 und 5 einer kritischen Durchsicht, im Jahre 1877 entstand die zweite Fassung der 3. Sinfonie d-moll. 1878 fügte Bruckner dem Orchesterapparat die ursprünglich nicht vorgesehene Basstuba hinzu. Die Kraft während dieser Zeitspanne, sich auf Neues zu konzentrieren, war etwas gebremst.

## Allgemeines
Mit der Komposition der 5. Sinfonie, die in der Nachbarschaft zu den früheren Sinfonien und der Sinfonie Nr. 6 wie ein monumentaler Block hervortritt, schuf Bruckner ein sehr persönliches Werk – das Werk eines Einsamen –, eines tief im Glauben verwurzelten Menschen. Die Abhängigkeit von den Messkompositionen ist zur Entstehungszeit der Fünften abgestreift, eine gewisse Abhängigkeit von Wagner wie zu Zeiten der 3. Sinfonie vollständig getilgt.
Die Nachwelt gab dem Werk vereinzelt Beinamen oder Umschreibungen wie „Glaubenssinfonie“ oder „Katholische“. Bruckner selbst bezeichnete seine Fünfte etwa als die „Phantastische“ oder sein „kontrapunktisches Meisterstück“. Dennoch reicht die einfachste Typisierung als Sinfonie vollkommen aus. Die nunmehr gewaltigen zeitlichen Ausmaße der neuen Komposition finden ihre Entsprechung später nur noch einmal in der Achten, von der sie sich aber grundlegend unterscheidet.
Bruckner hat seine Fünfte nie von einem Orchester gespielt gehört. Die Uraufführung war am 8. April 1894 in Graz durch das Städtische Orchester Graz unter Franz Schalk. Bruckner musste ihr wegen einer schweren Erkrankung fernbleiben. Franz Schalk führte das Werk in einer entstellten Bearbeitung auf: Seine Fassung enthält Instrumentationsretuschen, ein gekürztes Scherzo und vor allem einen Strich von 122 Takten im Finale sowie die Einbeziehung eines Fernorchesters, Becken und Triangel in die Schlussapotheose des Werkes. Die Fassung ist zwar bis heute auf Tonträgern zugänglich, hat aber in der Aufführungspraxis keine Bedeutung mehr, da sich längst die Urfassung durchgesetzt hat.

## Werkdaten
- Orchesterbesetzung: 2 Flöten, 2 Oboen, 2 Klarinetten, 2 Fagotte, 4 Hörner, 3 Trompeten, 3 Posaunen, Tuba, Pauken, Streicher
- Aufführungsdauer: ca. 78 Min.

## Zur Musik

### 1. Satz: Introduktion. Adagio – Allegro
Als Einmaligkeit in seinem sinfonischen Gesamtschaffen stellt Bruckner dem Allegro eine langsame Introduktion voran, die den thematischen Grundstoff der gesamten Sinfonie festlegt. Nach anfänglichen Pizzicato-Takten der Kontrabässe (B-Dur) setzt ein getragener Streicherchoral ein. Dieser, in F verebbend, hält kurz inne, und schon setzt ein Unisono-Aufschwung auf Ges ein, der in einen feierlichen Blechbläserchoral mündet und einen ersten Schlusspunkt in A findet. Dann Unisono-Aufschwungs-Wiederholung in B, erneuter Blechbläserchoral, diesmal endend auf E. Nun folgend wird mittels einer fulminanten Steigerung der eindrucksvolle Höhepunkt der Introduktion in A-Dur erreicht.
Der Klangrausch bricht ab, und das Hauptthema des Allegro-Teils wird vorgestellt. Nach der üblichen Wiederholung durchs gesamte Orchester kommt der Fluss des Themas zum Erliegen, und dumpf bis zurückhaltend als Choralepisode in Pizzicato-Akkorden der Streicher setzt das 2. Thema in f-moll ein.
Die dritte Themengruppe beginnt in einer melodiös aufsteigenden Thematik der Holzbläser in Des. Es folgen Epilog und Coda der Exposition (Tremolo-Passagen, Horn).
Die Durchführung erlebt neben der breiten Verarbeitung des Hauptthemas in kunstvoller Kontrapunktik Erinnerungen an die Blechbläserfanfaren aus der Introduktion und mündet in großem Crescendo in die Reprise. Die Reprise ist gekürzt und erhält einen wuchtigen Satzanhang, der ähnlich mit einem Bassostinato wie in der Introduktion beginnt. Am Ende: Hauptthema in B-Dur im Fortissimo, Reminiszenz an die Introduktion als Hintergrund, schmetterndes Blech, Paukenwirbel, Unisonoabschluss.

### 2. Satz: Adagio. Sehr langsam
Das Adagio in d-moll wird durch eine einleitende Pizzicato-Linie in Viertel-Triolen, die später im Scherzo von Bedeutung sein wird, eröffnet. Es hat die Großform einer erweiterten Liedform (A B A’ B’ A’’). Eine klagende Oboen-Melodie erhebt sich in duolischem Rhythmus über das triolische Fundament, bei der im weiteren Verlauf die Septsprünge eine auffallende Wirkung erzielen. Der Satz wird mit einem großen zweiten Thema in erlesener Schönheit fortgesetzt, das im zweiten Teil durch die zart getupften Begleitakkorde der Melodie eine nochmalige Steigerung erfährt.

### 3. Satz: Scherzo. Molto vivace (schnell) – Trio. Im gleichen Tempo
Das recht umfangreiche Scherzo in d-moll knüpft in der Form an die Scherzi der vorangegangenen Sinfonien an. Die einleitende Melodielinie aus dem Adagio wird hier in raschem Tempo als Scherzobeginn genutzt. Es erklingt unmittelbar das Scherzo-Hauptthema, d-moll, in den Holzbläsern und schon sehr bald setzt das zweite Thema, ein Ländler in F-Dur, ein. Im weiteren Verlauf mischt sich das erste Thema wieder ein, wobei das Ländlerthema aber niemals in Vergessenheit gerät. Abschluss des ersten Scherzoteils in D-Dur. Das Trio in B-Dur trägt heiteren, marschähnlichen Charakter. Es ist kurz und führt schnell zur Wiederholung des Scherzos Teil A.

### 4. Satz: Finale. Adagio – Allegro moderato
Das Finale bringt zunächst in etwas abgekürzter Form den Beginn der Introduktion aus dem ersten Satz, jedoch schon unter Oktaveinwürfen der Klarinette als Vorankündigung des kommenden Hauptthemas, das nach einer kurzen Pause allein von der Klarinette vorgetragen wird. Ziemlich ähnlich nach dem Vorbild der 9. Sinfonie von Beethoven erklingen danach die Satzanfänge des Allegroteils aus dem 1. Satz und des Adagios, bevor das Hauptthema nun im Fugatostil endlich die Dominanz erhält. Das darauf einsetzende zweite Thema, das in der Aufwärtsrichtung zu Beginn an den Ländler im Scherzo erinnert, hat lieblichen Charakter, ist ausschweifend und führt mit einem Einschub des ersten Themas im weiteren Verlauf zum Blechbläserchoral des dritten Themas. Aus dem feierlichen Ausklang dieser dritten Gruppe heraus entwickelt sich die Doppelfuge (eine Fuge mit zwei Themen). Der Abschnitt ist sehr kunstvoll gearbeitet, ausgedehnt und war in der Bearbeitung durch Franz Schalk komplett mit Streichung der Reprise des zweiten Themas gekürzt. Mit der Präsentation der Urfassung sind die richtigen Proportionen und logischen Zusammenhänge wiederhergestellt worden.
Das Werk klingt aus in einer überaus glanzvollen Apotheose des Blechbläserchoralthemas, gefolgt vom Hauptthema aus dem Kopfsatz.

## Bezüge zu anderen Werken
In einem Artikel des Magazins Jetzt (Wochenendbeilage der Süddeutschen Zeitung für Teenager) wird auf eine Ähnlichkeit des ersten Hauptthemas aus dem ersten Satz der Sinfonie mit dem Gitarrenriff des Popsongs Seven Nation Army der Rockband The White Stripes verwiesen.

## Widmung
Bruckner widmete die 5. Sinfonie seinem Förderer, dem k. k. Minister für Kultus und Unterricht Karl von Stremayr.
Diese Widmung konnte erst wie folgt festgestellt werden: Emil Hardt fand im Jahre 1904 im Nachlass seines verstorbenen Schwiegervaters Karl Ritter von Stremayr eine prachtvoll ausgestattete handschriftliche Partitur der Fünften Symphonie Anton Bruckners mit der ausdrücklichen Widmung an Karl Ritter von Stremayr. Zum damaligen Zeitpunkt war diese Widmung noch nicht bekannt. Datiert mit 4. November 1878 (Stremayrs Namenstag), vermutlich in Dankbarkeit gegenüber dem damaligen Unterrichtsminister, der Bruckners Berufung als Lektor an die Wiener Universität bestätigt hatte. Warum diese Widmung auf der erst nach dem Tode des Komponisten in Druck erschienenen Partitur fehlt, war damals unbekannt. Ob die von Hardt gefundene luxuriös gebundene Riesenpartitur von Bruckner eigenhändig niedergeschrieben wurde, was dem Komponisten bei der musterhaft sauberen Ausführung eine enorme Mühe verursacht haben muss, war damals ebenso ungeklärt wie die Frage, ob es sich überhaupt um die erste Niederschrift handeln könnte.

## Bedeutende Einspielungen/Aufführungen (Diskografie)
- Wilhelm Furtwängler, Berliner Philharmoniker, Oktober 1942 – Testament 2011
- Carl Schuricht, Wiener Philharmoniker, 1963 – Deutsche Grammophon
- Eugen Jochum, Concertgebouw-Orchester, Festkonzert „1200 Jahre Benediktinerabtei Ottobeuren“, Mai 1964 – Philips 1964
- Günter Wand, Kölner Rundfunk-Sinfonie-Orchester, Juli 1974 – Deutsche Harmonia Mundi 1974, RCA Victor 1989
- Sergiu Celibidache, Münchner Philharmoniker, Februar 1993 – EMI Classics 1998
- Stanisław Skrowaczewski, Rundfunk-Sinfonieorchester Saarbrücken, 1996 – OehmsClassics & Saarländischer Rundfunk 1996
- Günter Wand, Berliner Philharmoniker, Januar 1996 – RCA Victor/BMG 1997
- Günter Wand, Münchner Philharmoniker, 29. November/1. Dezember 1995 –  Profil Günter Hänssler 2007
- Dennis Russell Davies, Bruckner Orchester Linz, November 2006 – ARTE NOVA 2010
- Herbert Blomstedt, Gewandhausorchester Leipzig, Mai 2010 – Querstand 2010
- Gerd Schaller, Philharmonie Festiva, Juli 2013 – Profil Günter Hännsler 2013